# Estación de Maderuelo-Linares
Maderuelo-Linares es una estación de ferrocarril situada en el municipio español de Maderuelo, en la provincia de Segovia. La estación, perteneciente al ferrocarril directo Madrid-Burgos, en la actualidad carece de servicio de viajeros y su edificio de viajeros ha sido demolido.

## Situación ferroviaria
La estación pertenece a la línea férrea de ancho ibérico Madrid-Burgos, situada en su punto kilométrico 158. Se halla entre las estaciones de Campo de San Pedro y Santa Cruz de la Salceda. El tramo es de vía única y está sin electrificar.

## Historia
Las instalaciones ferroviarias de Maderuelo-Linares forman parte del ferrocarril directo Madrid-Burgos. Esta línea fue inaugurada en julio de 1968, tras haberse prolongado las obras varias décadas. En el momento de su inauguración el trazado formaba parte de la red de RENFE. El objetivo del ferrocarril era reducir el tiempo de recorrido entre Madrid y la frontera francesa, pero para la década de 1990 la línea se encontraba en franca decadencia y la mayoría de estaciones fueron cerradas a los servicios de pasajeros.
Desde enero de 2005, con la extinción de la antigua RENFE, el ente Adif pasó a ser el titular de las instalaciones ferroviarias.
Tras el derrumbe en el túnel de Somosierra, en 2011, no circulan servicios ferroviarios por este tramo.

### Demolición
A mediados de 2023 Adif contrató la demolición del edificio de viajeros por 28.000 €, principal con el que contaba la estación y que se encontraba abandonado en mal estado de conservación. Este trabajo se ejecutó entre diciembre de 2024 y enero de 2025 no sin protestas locales, que se posicionaron en contra por considerarlo destrucción de valor patrimonial y por el gradual proceso de incomunicaciones que se cierne sobre la zona.